# Bertrandita
La bertrandita es un mineral de la clase de los sorosilicatos. Fue descubierta en 1883 cerca de Nantes, en la región de Países del Loira (Francia), siendo nombrada así en honor de Emile Bertrand, mineralogista francés. Un sinónimo poco usado es hessenbergita.

## Características químicas
Es un silicato hidroxilado de berilio. Tiene estructura molecular de sorosilicato con aniones adicionales hidroxilos.
Además de los elementos de su fórmula, suele llevar como impurezas: aluminio, hierro y calcio.

## Formación y yacimientos
Se forma en granitos y rocas pegmatitas asociadas al berilio, y en cavidades miarolíticas de greissen; comúnmente como mineral secundario por la alteración del berilo, más raramente como mineral primario.
Suele encontrarse asociado a otros minerales como: berilo, fenaquita, herderita, turmalina, moscovita, fluorita o cuarzo.

## Usos
Algunos ejemplares puros pueden ser tallados y empleados como gemas en joyería.